# As Minas de Prata
As Minas de Prata é um dos romances do escritor brasileiro José de Alencar. 
Em 1862 foram publicados 19 capítulos da obra, em dois volumes da "Biblioteca Brasileira", de Quintino Bocaiuva. Nela, o romance tinha como subtítulo "Continuação do Guarani", que foi retirado nas edições posteriores.
A publicação completa da obra só ocorreu alguns depois, quando a obra foi retomada em 1864-1865 e publicada ao longo de 1865 e 1866, em seis volumes, pela editora de B. L. Garnier.
O romance se passa logo após O Guarani, em 1609. Além disso, o enredo conecta as duas obras, e uma personagem de As Minas de Prata: D. Diogo de Mariz é filho de D. Antonio de Mariz e irmão de Ceci, a heroína do romance indianista.